# Tauszig Béla
Tauszig Béla (Budapest, 1883. április 3. – Budapest, 1973. február 26.) zsidó származású magyar építész, a 20. század elején számos budapesti lakóház tervezője.

## Életpályája
Tauszig Vilmos (1852–1937) épületfakereskedő és Ekstein Jozefa fiaként született egy Kerepesi úton fekvő házban. Egyéves volt, amikor édesanyját tüdővész következtében elvesztette. Az V. Kerületi Állami Főreáliskolában (1893–1902) érettségizett, majd a budapesti József Műegyetemen szerzett építészmérnöki oklevelet (1908). Tanárai voltak Schulek Frigyes és Hauszmann Alajos. Egy-egy évet a Lipták-féle vasbeton építési vállalatnál, majd Révész és Kollár irodájában töltött. 1910 és 1914 között Róth Zsigmonddal közösen tartott fenn irodát. Az első világháború alatt mérnök-főhadnagyi rangban vett részt a hadvezetőség legnagyobb építési munkálataiban. A háború befejezését követően a Magyar Államvasutak igazgatóságán osztályvezető mérnökként dolgozott, és irányította az elcsatolt területek vasúti dolgozói számára készülő MÁV-tisztviselőházak tervezését és építését. 1926-ban újra megnyitotta közös irodáját Róth Zsigmonddal. Munkakapcsolatuk 1945-ig tartott, utána önálló tervezőként működött az államosításig. 1959-ben megbízták a Dohány utcai zsinagóga restaurálásával. A zsidó közélet aktív tagja volt; a Budapesti Izraelita Hitközség dísztagjává választotta. Halálát szív- és keringési elégtelenség okozta.
A Kozma utcai izraelita temetőben helyezték végső nyugalomra. Temetésén megjelent Seifert Géza, a MIOK és BIH elnöke, valamint dr. Harsányi László alelnök. Kovács Sándor főkántor gyászéneke után dr. Geyer Artúr főrabbi méltatta érdemeit. Az építész társadalom és a baráti kör nevében Gerő Andor építész búcsúzott tőle.
Felesége Rothschild Ilona (1893–1982) volt, dr. Rothschild Arnold orvos és Langfelder Lilla lánya, akivel 1913. június 12-én Budapesten kötött házasságot.

## Ismert épületei
- 1910: villa, Budapest, Sólyom László u. 20.[8]
- 1911 k.: Schneller-pékműhely és lakóház, Budapest, Váci út 123.[8]
- 1911: Merán-szálló, Budapest, Berlini tér 7. (ma: Nyugati tér 6., elpusztult)[8][9]
- 1912–1913: Tauszig-villa, Budapest, Hűvösvölgyi út 94.[8][10]
- 1912 k.: Haselbock-villa, Budapest, Németvölgyi út 7.[8][11]
- 1912 k.: lakóház, Budapest, Naphegy u. 21. (elpusztult)[8]
- 1923: lakóház, Budapest, Riadó utca 2/a-b[12]
- 1913–1914: Westend-kávéház, Budapest, Teréz körút 39. (később: Lenin körút 93., elpusztult)[8]
- 1927–1928: A Vasas Szakszervezeti Szövetség Székháza, Budapest, Magdolna utca 5-7. (Róth Zsigmonddal közösen)[13]
- 1928: lakóház, Budapest, Baross utca 90. (Róth Zsigmonddal közösen)[14]
- 1929: lakóház, Budapest, Október 6. utca 21. (Róth Zsigmonddal közösen)[15]
- 1930: lakóház, Budapest, Sodrás utca 3. (Róth Zsigmonddal közösen)[16]
- 1930–1931: Izraelita kultúrház az ún. Goldmark-teremmel, Budapest, Wesselényi u. 7. (Róth Zsigmonddal közösen)[17]
- 1933: Szegő-villa, Budapest, Lorántffy Zsuzsanna út 14. (Róth Zsigmonddal közösen)[18]
- 1942: lakóház, Budapest, Közraktár utca 22/a (Róth Zsigmonddal közösen)[19]

Az épületeket tervezte és a munkálatokat irányította:
- 1918–1922: Podmaniczky utcai „Hatház” / MÁV-kolónia, Budapest, Podmaniczky utca 83-93.[21][22]

### Tervben maradt épületei
- 1911: Magyar Testgyakorlók Klubjának sporttelepe, Budapest (III. díj)[8]
- 1913: városháza, Breznóbánya (II. díj)[8]